# Tentacule (polype)
Un tentacule est chez les polypes, un bras permettant de se nourrir et de se défendre.

## Nombre de tentacules
Chaque polype dispose de plusieurs tentacules positionnés autour du disque oral. Leur nombre peut être un facteur différenciant entre les différentes espèces de corail. Chez les cnidaires Octocorallia, il y en a huit ; alors que chez les cnidaires Hexacorallia (appelés "vrais coraux") leur nombre est toujours un multiple de six.

## Description anatomique

Schéma de tentacules de corail.

Concernant sa forme, un tentacule est plus épais à la base qu'à leur extrémité. À son extrémité, on peut retrouver ou non une protubérance appelée acrosphère.
Concernant sa structure, un tentacule dispose en son centre d'un cœlentéron qui est directement relié à la cavité gastro-vasculaire.
À sa surface, on retrouve un derme, le derme oral, qui a là la particularité de disposer d'une grande quantité de spirocystes et de nematocystes. De plus, certains coraux peuvent avoir des tentacules avec des petites excroissances appelée pinnules qui sont eux aussi composés d'un cœlentéron connecté à celui du tentacule.
Lorsque le polype est rétracté, ses tentacules sont peu visibles voir totalement cachés.
La taille du tentacule peut varier : il sera long chez la plupart des ahermatypiques et long chez les courts chez les scléractiniaires hermatypiques.
Les tentacules sont positionnés autour du disque oral en un ou plusieurs cercles appelés des cycles mais dans de rares cas, ils peuvent aussi être ramifiés entre eux (comme chez Euphyllia divisa).